# Daibucu

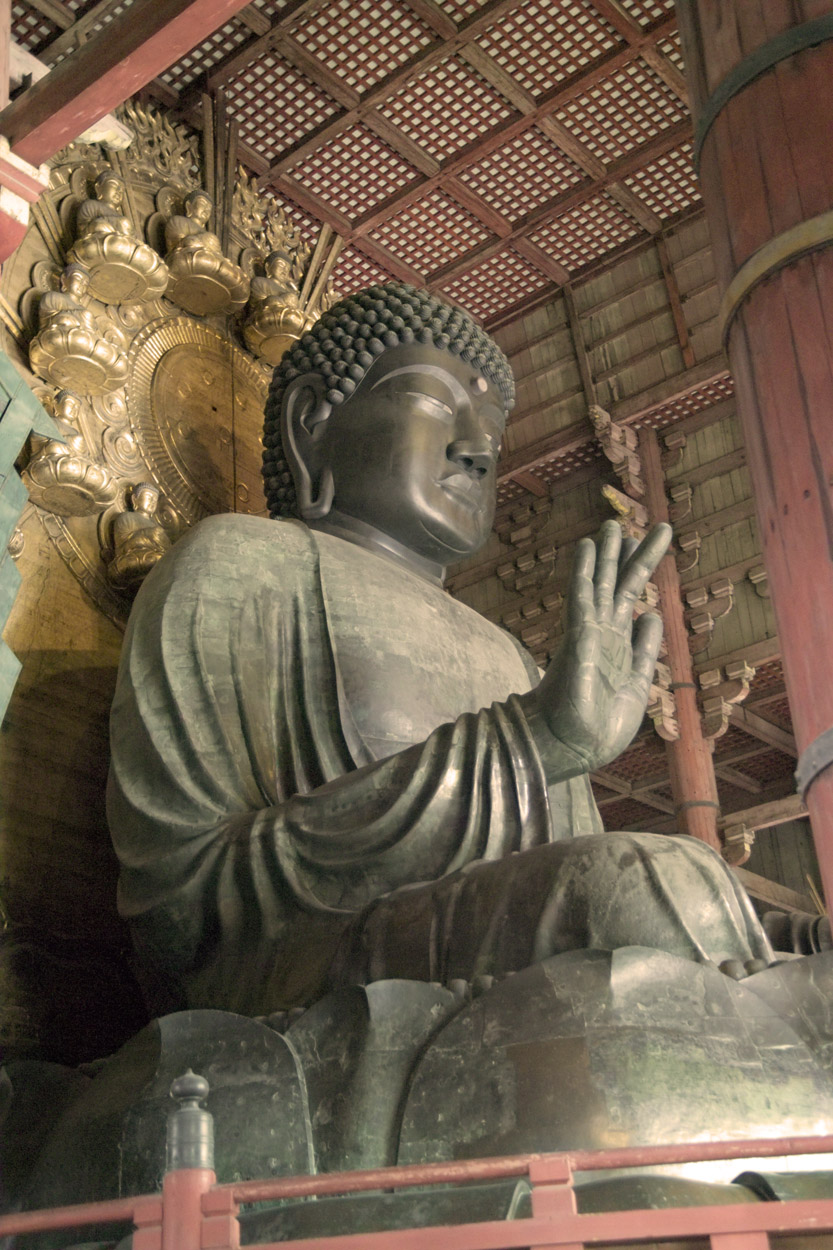
Daibucu v Tódaidži

Velký Buddha v Kamakuře

Daibucu (šindžitai: 大仏, kjúdžitai: 大佛) je japonský výraz znamenající doslova Velký Buddha, který odkazuje na jednu ze soch Buddhy nebo jedné z jeho různých inkarnací.
V Japonsku je tak ale typicky nazýván Velký Buddha z Nary – velká socha umístěná v chrámu Tódaidži.
Na Západě je tento termín často vztahován k Velkému Buddhovi v Kamakuře díky populární básni Buddha v Kamakuře od Rudyarda Kiplinga.

## Seznam soch Daibucu
Tento seznam je neúplný.
- Daibucu v Tódaidži vysoký 14,98 m. Je vyroben z japonského Národního projektu (752).
- Velký Buddha v Kamakuře vysoký 13,35 m (1252)
- Ušiku Daibucu vysoký celkem 120 m i s 10metrovým podstavcem. Zřejmě největší daibucu na světě.
- Ve městě Takaoka v prefektuře Tojama stojí sochu Velkého Buddhy, o které místní tvrdí, že je 3. největší v Japonsku, což ale není pravda. Od země po svatozář měří 15,85 m, ale vlastní socha tvoří jen polovinu z této výšky.